# Lougguéré Kondong
Pour les articles homonymes, voir Lougguéré.
Lougguéré Kondong est un village du Cameroun situé dans le département du Mayo-Tsanaga et la Région de l'Extrême-Nord.

## Population
Lors du troisième recensement général de la population et de l'habitat du Cameroun, le dénombrement de la population du village comptait 1045 habitants donc 492 de sexe masculin et 553  de sexe féminin.

## Climat
Le climat de Lougguéré Kondong est de type tropical d'altitude. Le mois d'Avril est le mois le plus chaud de l'année avec une température de 30,1 °C et celui de Août est le moins chaud avec 23,9 °C. La température annuelle moyenne est de 26,2 °C pour une précipitation annuelle moyenne de 900 mm.